# 료케 변성대
료케 변성대는 주오 구조선의 내대에 접하는 변성암대이다. 고온 저압 변성암이 분포한다. 주오 구조선을 사이에두고 남쪽의 산바가와 변성대와 접한다. 료케대라고도 한다. 나가노현 남부에서 규슈까지 이어진다. 중생대 쥐라기에 대륙주변부 해구에서 생성된 부가체가 백악기에 발생한 고기 료케 화강암질 마그마의 대규모 상승으로 인한 열에 의해 편마암으로 변성되었다. 료케 변성대와 산바가와 변성대는 동일한 쥐라기 부가체였으나 백악기에 서로 다른 변성을 받았다. 산바가와 변성대는 해양판이 가라앉는 저온 고압 조건에서 변성을 받았고, 료케 변성대는 마그마의 상승에 의해 발생하는 고온 저압 조건에서 변성을 받았다. 이후 주오 구조선의 대규모 단층 활동으로 수평 거리 60km, 상하 거리 20km가 떨어져 있던 료케 변성대와 산바가와 변성대가 접하게 되었다.

## 같이 보기
- 변성암
- 주오 구조선